# فنی بی، قلمرو شمالی
فنی بی (به انگلیسی: Fannie Bay) یک حومه شهر در استرالیا است که در قلمرو شمالی (استرالیا) واقع شده‌است.